# Калигіна Ганна Степанівна
Ганна Степанівна Калигіна (нар. 30 грудня 1895, село Малахово Лаптєвської волості Тульського повіту Тульської губернії, тепер Тульської області, Російська Федерація — розстріляна 27 листопада 1937, місто Москва, тепер Російська Федерація) — радянська партійна діячка, відповідальний секретар Тверського окружного комітету ВКП(б), голова Смоленського губвиконкому. Член ВЦВК, ЦВК СРСР. Кандидат у члени ЦК ВКП(б) у 1925—1937 роках.

## Життєпис
Народилася в селянській родині. З 1909 по 1911 рік працювала найманою робітницею в приватних осіб у місті Москві.
У 1911—1912 роках — трафаретниця Московського хімічного миловарного заводу. У 1912—1914 роках — робітниця Ростокинської суконної фабрики міста Москви. У 1914—1918 роках — робітниця Ростокинської текстильної фабрики міста Москви.
У 1914 році була заарештована, але незабаром звільнена із в'язниці
Член РСДРП(б) з 1915 року.
Учасниця Лютневої революцій 1917 року в Москві. З 1917 року — член Алексєєво-Ростокинської районної ради міста Москви; член Московської ради; член Алексєєво-Ростокинського районного комітету РСДРП(б) Москви; агітатор-організатор Алексєєво-Ростокинського та Сокольницького районних комітетів РСДРП (б) міста Москви; голова фабрично-заводського комітету фабрики Су-Соколова в Москві.
Учасниця жовтневого перевороту 1917 року в Москві У жовтні 1917 року — член Алексєєво-Ростокинського військово-революційного комітету Москви.
У 1917 — червні 1918 року — завідуюча Алексєєво-Ростокинського районного відділу соціального забезпечення в місті Москві.
У червні 1918 — 1919 року — на політичній роботі в 1-й армії РСЧА, учасниця громадянської війни в Росії на Східному фронті, була поранена в ногу. З 1919 по вересень 1920 року перебувала на лікуванні.
З вересня 1920 року — завідуюча агітаційно-пропагандистського відділу Алексєєво-Ростокинського районого комітету РКП(б) міста Москви.
З вересня 1921 року — агітатор-пропагандист, інструктор відділу по роботі серед жінок Московського губернського комітету РКП(б).
У 1921—1924 роках — слухачка Комуністичного університету імені Свердлова, працювала в лекторській групі університету.
У квітні 1924—1926 роках — інструктор відділу по роботі серед жінок ЦК РКП(б).
У 1926—1928 роках — заступник завідувача відділу по роботі серед жінок-робітниць і селянок ЦК ВКП(б).
8 вересня 1928 — 8 квітня 1929 року — голова виконавчого комітету Смоленської губернської ради.
5 липня — 4 вересня 1929 року — відповідальний секретар Тверського губернського комітету ВКП(б) та, одночасно, голова Організаційного бюро ВКП(б) по Тверському округу.
4 вересня 1929 — серпень 1930 року — відповідальний секретар Тверського окружного комітету ВКП(б).
З серпня 1930 по січень 1935 року — відповідальний секретар Тверського районного комітету ВКП(б); 1-й секретар Тверського (Калінінського) міського комітету ВКП(б).
З 14 лютого по червень 1935 року — 2-й секретар Організаційного бюро ЦК ВКП(б) по Калінінській області. У червні 1935 — квітні 1936 року — 2-й секретар Калінінського обласного комітету ВКП(б).
У квітні 1936 — березні 1937 року — 1-й секретар Воронезького міського комітету ВКП(б).
У березні — 18 травня 1937 року — 2-й секретар Воронезького міського комітету ВКП(б).
З травня 1937 року — в резерві кадрів Народного комісаріату легкої промисловості СРСР.
26 червня 1937 року заарештована органами НКВС. Засуджена Військовою колегією Верховного суду СРСР 27 листопада 1937 року до розстрілу, розстріляна того ж дня. Похована на Донському цвинтарі Москви.
17 березня 1956 року реабілітована, 22 березня 1956 року посмертно відновлена в партії.

## Нагороди
- орден Леніна (8.03.1933)